# Martin von Oldershausen

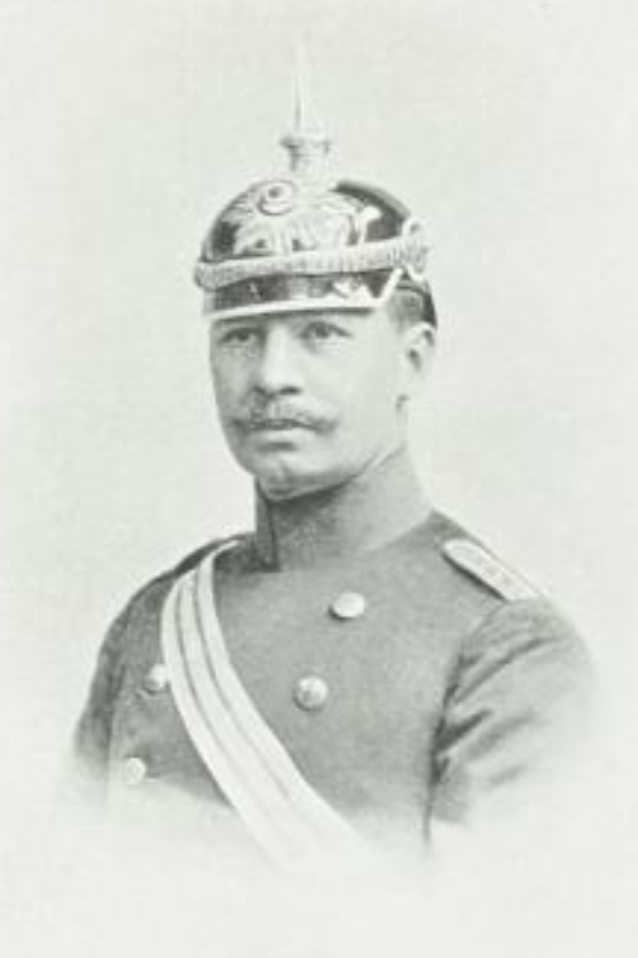
Martin von Oldershausen

Martin Heinrich Franz Hans Freiherr von Oldershausen (* 24. November 1865 in Hildesheim; † 23. Juli 1924 in Hamburg) war ein deutscher Generalleutnant der Reichswehr.

## Leben

### Herkunft
Martin entstammte dem niedersächsischen Uradelsgeschlecht von Oldershausen. Er war der älteste Sohn des k.u.k. Rittmeisters Ernst von Oldershausen (1827–1895) und dessen Ehefrau Auguste, geborene Haller (1837–1917). Sein jüngerer Bruder Erich avancierte später ebenfalls zum Generalleutnant und war während des Ersten Weltkriegs Chef des Feldeisenbahnwesens.

### Militärkarriere
Oldershausen trat am 10. April 1884 als chargierter Fähnrich in das 1. Leib-Grenadier-Regiment Nr. 100 der Sächsischen Armee in Dresden ein. Dort erhielt er am 21. Dezember 1884 das Patent zu diesem Dienstgrad und wurde am 18. September 1885 zum Sekondeleutnant befördert. Am 1. April 1887 wurde Oldershausen nach Freiberg in das 1. Jäger-Bataillon Nr. 12 versetzt, am 21. Juni 1892 zum Premierleutnant befördert und vom 1. Oktober 1892 bis 21. Juli 1895 zur Preußischen Kriegsakademie nach Berlin kommandiert. Nach Rückkehr in den Truppendienst versah Oldershausen noch neun Monate Dienst im 1. Jäger-Bataillon Nr. 12, wurde dann in sein Stammregiment versetzt und gleichzeitig zum Großen Generalstab der Preußischen Armee kommandiert. Dort erfolgte am 16. September 1898 seine Beförderung zum Hauptmann. Als solcher kehrte Oldershausen am 25. Oktober 1897 in das 1. Jäger-Bataillon Nr. 12 zurück und war dann vom 24. März bis 15. September 1898 zur Vertretung des Adjutanten der 1. Infanterie-Brigade Nr. 45 kommandiert. Anschließend wurde er zum Adjutant ernannt. Von diesem Posten wurde Oldershausen mit der Ernennung zum Kompaniechef im 1. Jäger-Bataillon Nr. 12 am 19. April 1901 abberufen. Nach über dreijähriger Tätigkeit im Bataillon folgte am 28. Oktober 1904 seine Ernennung zum Ersten Generalstabsoffizier im Stab der 4. Division Nr. 40 in Chemnitz. Als Major (seit 20. April 1906) übernahm Oldershausen am 16. April 1907 dann das III. Bataillon des in Chemnitz stationierten 5. Infanterie-Regiments „Kronprinz“ Nr. 104. Vom 27. Januar 1911 bis 19. Juni 1912 war er Kommandeur des I. Bataillons des 6. Infanterie-Regiments „König Wilhelm II. von Württemberg“ Nr. 105 in Straßburg und wurde anschließend, nachdem er am 22. März 1912 Oberstleutnant geworden war, zum Regimentsstab versetzt.

#### Erster Weltkrieg
Mit Ausbruch des Ersten Weltkriegs wurde Oldershausen zum Kommandeur des in Aufstellung befindlichen Landwehr-Infanterie-Regiments Nr. 106 in Plauen ernannt. Das Kommando trat er jedoch nicht an, sondern wurde stattdessen zum Kommandeur des 6. Infanterie-Regiments „König Wilhelm II. von Württemberg“ Nr. 105 ernannt, da der bisherige Kommandeur bei Mülhausen gefallen war. Am 19. August 1914 wurde Oldershausen zum Oberst befördert. Mit seinem Regiment kämpfte er zunächst in den Vogesen. Dabei konnte Oldershausen das Vorgehen des XV. Armee-Korps südwestlich Lützelburg erfolgreich absichern, wofür er am 9. September 1914 mit dem Ritterkreuz des Militär-St.-Heinrichs-Ordens beliehen wurde. Anfang September verlegte er das Regiment nach Nordfrankreich und kämpfte dort Mitte des Monats in der Schlacht an der Aisne. Während der Flandernschlacht gelang es ihm trotz Verwundung Gheluvelt zu erobern. Damit verbunden war das Einbringen von vierzig feindlichen Offizieren sowie 2000 Mannschaften. Für seinen Einsatz zeichnete ihn Friedrich August III. am 13. November 1914 mit dem Komtur II. Klasse des Militär-St.-Heinrichs-Ordens aus. Die folgenden Monate lag das Regiment im Stellungskrieg in Flandern.
Am 2. März 1915 gab Oldershausen das Kommando ab und wurde zum Chef des Generalstabes des VIII. Reserve-Korps unter dem Kommandierenden General Friedrich Fleck ernannt. In dieser Position konnte er sich während der Winterschlacht in der Champagne erstmals bewähren und den Großangriff französischer Truppen abschlagen. Ende Mai 1915 erhielt Oldershausen den Rang als Brigadekommandeur. Auch in der Herbstschlacht in der Champagne konnte das Korps seine Stellungen behaupten. Oldershausen trat dann am 3. Juli 1916 als Chef des Generalstabes zur 3. Armee unter Generaloberst Karl von Einem über. Hier hatte er dann ab Mitte April 1917 maßgeblichen Anteil an den Abwehrerfolgen während der Schlacht an der Aisne. Wilhelm II. verlieh ihm daraufhin am 20. Mai 1917 die höchste preußische Tapferkeitsauszeichnung, den Orden Pour le Mérite. Am 30. November 1917 wurde Oldershausen mit Patent vom 6. November 1917 zum Generalmajor befördert. 
Als solcher folgte am 30. Januar 1918 seine Ernennung zum Kommandeur der 24. Reserve-Division (2. Königlich Sächsische), die zum Verbund der 17. Armee gehörte und sich in der Folgezeit auf eine Offensive vorbereitete. Am 21. März 1918 trat die Division zu Beginn der Großen Schlacht in Frankreich zum Angriff an und konnte in dreitägigen Kämpfen die englischen Stellungen bei Inchy durchbrechen und am Abend des 23. März Ruyaulcourt erobern. Hierbei wurden neben 307 Gefangenen auch elf Geschütze sowie 116 Maschinengewehre erbeutet. Mit dem Ende der Offensive war die Division in Kämpfen zwischen Arras und Albert verwickelt und konnte Mitte Juni bei Caudry feindliche Angriffe abwehren. Ab 20. Juli 1918 stand der Großverband südlich der Aisne. Hier kämpfte sie an der Vesle und bei Laon, bevor sie Ende August aus der Front gezogen wurde. Nach einer kurzen Erholungsphase kam die Division bereits Mitte September 1918 zwischen Aisne und Ailette zurück an die Front und verhinderte hier Anfang Oktober den Übergang französischer Streitkräfte über den Aisne-Kanal. Darauf folgte der Rückzug in die Hundingstellung. Oldershausen gab am 2. November 1918 das Kommando über seine Division ab und wurde zum Chef des Generalstabs der Armeeabteilung A ernannt. Mit dieser stand er in den letzten Kriegstagen im Elsass und führte die unterstellten Truppen nach dem Waffenstillstand von Compiègne in die Heimat zurück. Dort wurde Oldershausen nach der Demobilisierung der Armeeabteilung Ende Dezember 1918 von seiner Stellung enthoben.

#### Nachkriegszeit
Oldershausen wurde dann am 1. Februar 1919 mit der Führung der 32. Division (3. Königlich Sächsische) beauftragt und war zugleich von März bis Mai 1919 Kommandeur der Freiwilligen-Grenzjäger-Brigade 1. Diese formierte sich bei Bautzen und war im Grenzschutz gegen die Tschechoslowakei im Einsatz. Unter Belassung in seiner Stellung als Divisionsführer wurde Oldershausen Ende Mai 1919 zur besonderen Verfügung in das Sächsische Ministerium für Militärwesen kommandiert. Von beiden Verwendungen wurde Oldershausen am 30. September 1919 entbunden und anschließend als Nachfolger von Major Karl von Stockhausen als Chef des Generalstabes des Reichswehr-Gruppenkommandos 1 in die Vorläufige Reichswehr übernommen. Ebenso wie bereits Stockhausen, zeigte sich Oldershausen skeptisch gegenüber den Plänen seines Vorgesetzten General der Infanterie Walther von Lüttwitz, die später zum Kapp-Putsch führten. Aufgrund seiner Loyalität zur Regierung während des Putsches blieb Oldershausen unter dem neuen Befehlshaber des Gruppenkommandos 1 Walter von Bergmann bis zum 30. Mai 1920 im Dienst und stand dann bis 30. August 1920 zur besonderen Verfügung des Reichswehrministeriums. Der Reichswehrminister Otto Geßler ernannte ihn anschließend zum Entwaffnungskommissar der Reichsregierung.
Im Zuge der weiteren Reduzierung des Übergangsheeres zur Reichswehr wurde Oldershausen am 31. Dezember 1920 mit dem Charakter als Generalleutnant zur Disposition gestellt und in den Ruhestand verabschiedet.

### Familie
Oldershausen hatte sich am 16. September 1896 in Plauen mit Frida von Polenz (1876–1917) verheiratet. Nach ihrem Tod ehelichte er am 5. Juni 1918 in Köln Else Haugk (* 1889). Aus den Ehen gingen die Kinder Sibylle (1897) und Hans (* 1920) hervor.